# Mr. Fullswing
Mr. Fullswing (ミスターフルスイング, Misutā Furusuingu) também conhecido por MisuFuru (ミスフル, MisuFuru) é um mangá criado e ilustrado por Shinya Suzuki que foi publicado originalmente na revista Weekly Shōnen Jump entre 2001 e 2006. A série consiste 227 capítulos que, mais tarde, a Shueisha compilou em 24 tankōbon que foram publicados entre 2 de novembro de 2001 e 4 de setembro de 2006.
Em Mr. Fullswing há paródias com muitos mangás bem conhecidos, tais como Dragon Ball, Kindaichi Case Files, Gundam, etc.

## Enredo
Amakuni Saruno é um estudante de quinze anos que frequenta a escola Junishi. Como qualquer adolescente, ele tenta desesperadamente encontrar uma namorada. Vendo todas as garotas se apaixonarem por atletas, ele decide ingressar em um clube desportivo. Ele começa a observar as diferentes possibilidades com a orientação de seu amigo, Kengo Sawamatsu. Eles vão olhar o clube de levantamento de peso (que tem apenas um membro, um cara grande e assustador), e apenas quando Saruno vê uma garota ele decide ser o gerente do clube. Depois de se machucar bastante, ele ajuda uma menina, Nagi Tori, a carregar alguns pesos, ao mesmo tempo em que conversa com ela e descobre que ela é, na verdade, a gerente do clube de beisebol, e não do clube de levantamento de peso. Saruno decide se juntar ao clube de beisebol para que ele possa conquistar o coração de Tori.

## Personagens
Amakuni Saruno
Amakuni Saruno (猿野天国, Saruno Amakuni) é o personagem principal. Saruno é um calouro de quinze anos de idade no ensino médio. Ele é alto, desagradável e pervertido e, muitas vezes, faz piadas ingênuas. Saruno tenta vários clubes desportivos em seu desespero para encontrar uma namorada e, finalmente, escolhe o beisebol em uma tentativa de ganhar o afeto de seu gerente, Nagi Tori, uma menina educada e doce. Saruno age antes de pensar e sempre exalta suas habilidades de beisebol, apesar do fato dele ser um novato. Mas apesar de se vangloriar muito, ele tem uma rebatida surpreendentemente poderosa, e tem o potencial para se tornar um grande jogador de beisebol. Ele é a única pessoa a ter ultrapassado o lendário de Junishi "Mr.Fullswing" Muranaka por realizar a mesma façanha que rendeu Muranaka seu recorde: acertar o relógio da escola do campo de beisebol.
Nagi Tori
Nagi Tori (鳥居凪, Torii Nagi) é a gerente da equipe de beisebol. Ela é uma menina educada, doce, solidária e quieta que costumava jogar softbol no ensino fundamental. Ela adora beisebol e quer estar perto do esporte, embora ela não jogue muito bem. Ela é a razão pela qual Saruno decide se juntar ao clube de beisebol.
Kengo Sawamatsu
Kengo Sawamatsu (沢松健吾, Sawamatsu Kengo) é o melhor amigo e conselheiro de Saruno. Sua amizade é questionável, às vezes, embora, eles se divirtam juntos eles gritam e brigam um com o outro, muitas vezes. Sawamatsu ajuda Saruno a treinar para a prova de admissão do clube de beisebol.
Mikado Ushio
Mikado Ushio (牛尾 御門, Ushio Mikado) é o capitão da equipe de beisebol da escola. Ushio é um jogador habilidoso e muito versátil, cuja única paixão é o beisebol. Ele é tão aficionado que chama o campo de Junishi de "minha garota".
Mei Inukai
Mei Inukai (犬飼 冥, Inukai Mei) é o pitcher da equipe. Saruno o apelidou de ganguro por conta de sua pele bronzeada e cabelo prateado. Ele tem um temperamento sério e não suporta as atitudes de Saruno. Apesar de seu comportamento frio, Inukai é bastante popular com as meninas, apesar dele não gosta de ser o centro das atenções. Todo o amor para ele é bastante unilateral, porque ele é "não tem jeito com as garotas".

## Mídias

### Mangá
O mangá Mr. Fullswing, escrito e ilustrado por Shinya Suzuki, foi publicado originalmente na revista Weekly Shōnen Jump entre 2001 e 2005, gerando um total de 227 capítulos. A Shueisha compilou todos os capítulos da série em 24 tankōbon, que foram lançados entre 2 de novembro de 2001 e 4 de setembro de 2006. Como parte da série Shueisha Jump Remix, o mangá foi republicado em cinco edições entre junho e agosto de 2010. Entre 18 de outubro de 2011 e 18 de maio de 2012, a série foi republicada pela editora no formato bunkoban, que rendeu 15 volumes.

### Outras mídias
Além do mangá, no Japão, foram lançados três drama CDs, um guidebook foi publicado pela Shueisha em 4 de agosto de 2004, um calendário e duas light novels, a primeira em 22 de março de 2004 e a outra em 22 de agosto de 2005. Os personagens Amakuni Saruno, Mei Inukai, Mikado Ushio e Nagi Tori estiveram presentes no jogo crossover Jump Super Stars.